# Endre Szemerédi
Endre Szemerédi (ur. 21 sierpnia 1940 w Budapeszcie) – węgiersko-amerykański matematyk, laureat Nagrody Abela z 2012 roku. Specjalizuje się w matematyce dyskretnej (kombinatoryce) i informatyce teoretycznej.

## Życiorys
Urodził się w Budapeszcie, gdy miał 8 lat stracił matkę. W szkole średniej uczył się przede wszystkim nie matematyki, a biologii, ponieważ ojciec chciał, aby został lekarzem. Po jej ukończeniu studiował medycynę, ale zrezygnował przed końcem pierwszego semestru. Następnie przez prawie dwa lata pracował jako robotnik w fabryce maszyn.
W roku 1960 rozpoczął studia na Uniwersytecie Loránda Eötvösa. Uczył się matematyki i fizyki, co miało go przygotować do zostania nauczycielem. Osobą, która wpłynęła na zmianę jego planów, był Pál Turán. Po wysłuchaniu jego wykładów z teorii liczb, Szemerédi postanowił zostać matematykiem.
W 1965 roku ukończył studia, zostając magistrem matematyki. Pierwszą pracę On sums of powers of complex numbers opublikował w 1964. Jej współautorami byli János Komlós i András Sárközi, z którymi Szemerédi współpracował później jeszcze wielokrotnie.
Po studiach rozpoczął pracę w Mathematical Research Institute (obecnie Alfréd Rényi Institute of Mathematics) Węgierskiej Akademii Nauk. Nawiązał tam współpracę z Paulem Erdősem, czego pierwszym efektem była ich wspólna praca z 1966 roku On divisibility properties of sequences of integers, opublikowana w Acta Arithmetica. Później opublikowali wspólnie jeszcze ok. 30 artykułów. 
Doktorat chciał napisać w Moskwie pod kierunkiem jednego z czołowych matematyków na świecie zajmujących się teorią liczb – Aleksandra Gelfonda, ale przez literówkę w podaniu trafił pod opiekę Izraila Gelfanda, którego tematyka badawcza była Szemerédiemu całkowicie obca. Ostatecznie pozwolono mu napisać doktorat u Gelfanda z kombinatoryki, który obronił na Moskiewskim Uniwersytecie Państwowym im. M.W. Łomonosowa w roku 1970. 
Od 1965 roku jest związany zawodowo z Alfréd Rényi Institute of Mathematics, a od 1986 jest (obecnie emerytowanym) State of New Jersey Professor of computer science na Uniwersytecie Rutgersa. Okresowo obejmował stanowiska wizytujące m.in. na Uniwersytecie Stanforda (1974), Uniwersytecie McGilla (1980), University of South Carolina (1981-1983), University of Chicago (1985-1986), California Institute of Technology (Fairchild Distinguished Scholar, 1987-1988), Uniwersytecie Montrealskim (Aisenstadt Chair at Centre de Recherches Mathématiques, 2003), Mathematical Science Research Institute, Berkeley (Eisenbud Professor, 2008) i Institute for Advanced Study (2007-2008 i 2009-2010).
Na Uniwersytecie Rutgersa wypromował kilkunastu doktorantów.

## Publikacje i osiągnięcia
Autor ok. 200 artykułów. Swoje prace publikował m.in. w „Combinatorica”, „Discrete Mathematics”, „Acta Arithmetica”, „Journal of Combinatorial Theory. Series A”, „Journal of Combinatorial Theory. Series B”, „Journal of the London Mathematical Society”, „Duke Mathematical Journal” oraz najbardziej prestiżowych czasopismach matematycznych świata: „Annals of Mathematics” i „Journal of the American Mathematical Society". Współautorem 11 z nich jest polski matematyk Andrzej Ruciński.
Za pracę On sets of integers containing no k elements in arithmetic progression opublikowaną w 1975 w Acta Arithmetica otrzymał w 2008 Nagrodę Steele'a za znaczący wkład w badania. Jej główny wynik, znany dziś jako twierdzenie Szemerédiego, potwierdził hipotezę Erdősa-Turána z 1936 roku. Aby go otrzymać sformułował i wykazał tzw. lemat Szemerédiego o regularności. który okazał się niezwykle istotny w teorii grafów i informatyce teoretycznej.  Zdaniem laureata Medalu Fieldsa Timothy'ego Gowersa twierdzenie to jest jednym z najważniejszych osiągnięć matematyki w XX wieku, a lemat o regularności stał się jednym z głównych narzędzi kombinatoryki ekstremalnej.
Kolejnym ważnym wynikiem Szemerédiego jest podanie, w opublikowanej w 1980 roku pracy (współautorzy Miklós Ajtai i Janós Komlós) A note on Ramsey numbers, ograniczenia górnego liczb Ramseya R(3, k).
W 1982 wraz z Komlósem i Jánosem Pintzem (artykuł A lower bound for Heilbronn’s problem) podał kontrprzykład na ponad trzydziestoletnią hipotezę Heilbronna z geometrii kombinatorycznej.
W 1983 w pracy An 0(n log n) sorting network Szemerédi, Ajtai i Komlós przedstawili optymalną sieć sortującą, znaną obecnie jako sieć AKS.
Inne rezultaty nazwane jego nazwiskiem to np. twierdzenie Erdősa–Szemerédiego, twierdzenie Hajnala–Szemerédiego czy twierdzenie Szemerédiego–Trottera.
Nils Stenseth, prezydent Norweskiej Akademii Nauk, ogłaszając w 2012 decyzję o przyznaniu Nagrody Abela powiedział, że prace Szemerédiego budują podstawy rozwoju informatyki i Internetu, a laureat pokazał jak można wykorzystać teorię liczb do efektywnego organizowania dużych ilości informacji.

## Wyróżnienia
Szemerédi był wielokrotnie nagradzany. Oprócz Nagrody Abela (przyznanej mu w 2012 roku za fundamentalny wkład w rozwój matematyki dyskretnej i informatyki teoretycznej oraz w uznaniu jego głębokiego wpływu na teorię liczb i teorię ergodyczną) otrzymał m.in.:
- 2008   Nagrodę Schocka[17]
- 2008   Nagrodę Steele'a za znaczący wkład w badania[9]
- 1979   Akadémia Prize (nagroda Węgierskiej Akademii Nauk)[7]
- 1975   Pólya Prize in Applied Combinatorics (nagroda Society for Industrial and Applied Mathematics (SIAM))[18]
- 1973   Alfréd Rényi Prize(inne języki) (nagroda Alfréd Rényi Institute of Mathematics Węgierskiej Akademii Nauk)[1][7]
- 1967   Grünwald Prize (nagroda węgierskiego János Bolyai Mathematical Society(inne języki) dla wybitnych młodych badaczy)[1][7]
- 1968   Grünwald Prize[1][7]

W 1974 roku był prelegentem na Międzynarodowym Kongresie Matematyków.
Jest też członkiem Węgierskiej Akademii Nauk (od 1982 korespondentem, a od 1987 rzeczywistym), National Academy of Sciences of the United States (od 2010), Academia Europaea (od 2012) i American Academy of Arts and Sciences (od 2022). W 2010 Uniwersytet Karola nadał mu ponadto tytuł doktora honoris causa.
W roku 2012 otrzymał Széchenyi Prize – węgierską nagrodę państwową dla wybitnych naukowców, a w 2020 Order Węgierski Świętego Stefana.
W 2010 Alfréd Rényi Institute of Mathematics i János Bolyai Mathematical Society zorganizowały konferencję z okazji 70. urodzin Szemerédiego, opublikowano też specjalny tom zatytułowany An Irregular Mind (autorami rozdziałów w tym tomie są m.in. Noga Alon, Jean Bourgain, Terence Tao, László Lovász i Timothy Gowers).

## Życie prywatne
Jest żonaty z Anną Kepes; mają pięcioro dzieci: Andreę, Anitę, Petera, Kati i Zsuzsi.